# Birtouta
Birtouta est une commune de la wilaya d'Alger en Algérie, située dans la banlieue Sud d'Alger.

## Géographie

### Situation
Birtouta se situe dans la plaine de la Mitidja algéroise, à environ 20 km au sud du centre-ville d'Alger.
| Douera            | Khraicia, Forêt de Saoula. | Baraki      |
| Tessala El Merdja | Birtouta                   | Baraki      |
| Ouled Chebel      | Ouled Chebel               | Sidi Moussa |

### Transport
Gare ferroviaire qui relie Birtouta à Alger, El Harrach, Blida, Zeralda. Gare routière qui relie Birtouta à Alger, Douera, Boufarik, Blida, Ouled Chebel, Birkhadem, Caroubier (Kharouba), Tessala El Merdja...

### Localités de la commune
Lors du découpage administratif de 1984, la commune de Birtouta est constituée des localités suivantes :
- Birtouta Centre
- Sidi M'Hamed
- Baba Ali
- Domaine Ferroukhi
- Domaine Bouhadja Ali (148)
- Domaine Si Lakhdar (147)
- Centre rural Bouhadja Ali
- Centre Mentenane
- Domaine Chennoufi Mustapha
- C.N.R.Z. Cité Ouricia
- Domaine Tirou Tahar
- Cité Chaibia
- Centre rural Addèche
- Lieu-dit Oued - Kerma

## Toponymie
Birtouta signifie « le puits du murier » en arabe.

## Histoire
Camille Periquet, né à Auxerre en 1871, cultivateur à Birtouta, décédé en 1964 dans le Var, a écrit des mémoires détaillant son arrivée à La Vigerie (1889) puis son installation à Birtouta (1895). Ces mémoires ne dépassent pas la guerre de 1914.
À la suite du découpage territorial de 1984, la commune de Birtouta est créée et est rattachée à wilaya de Blida. En 1997, à la création du gouvernorat du Grand-Alger, la commune est détachée de la wilaya de Blida, pour rejoindre celle d'Alger.

## Démographie
| 1987   | 1998   | 2008   |
| ------ | ------ | ------ |
| 12 262 | 21 808 | 30 575 |

## Économie
C'est une commune agricole mais qui connaît une certaine activité industrielle. Son budget 2006 s'élève à 120 millions de DA (1 400 000 €)[réf. nécessaire].

## Sport
- Club de football jeunesse sportif Birtouta JSB créé en 1946.
- OMB Karate-do parmi les meilleurs clubs de karaté en Algérie créé en 2009, qui compte plusieurs champions d'Afrique